# Hoogsteder & Hoogsteder

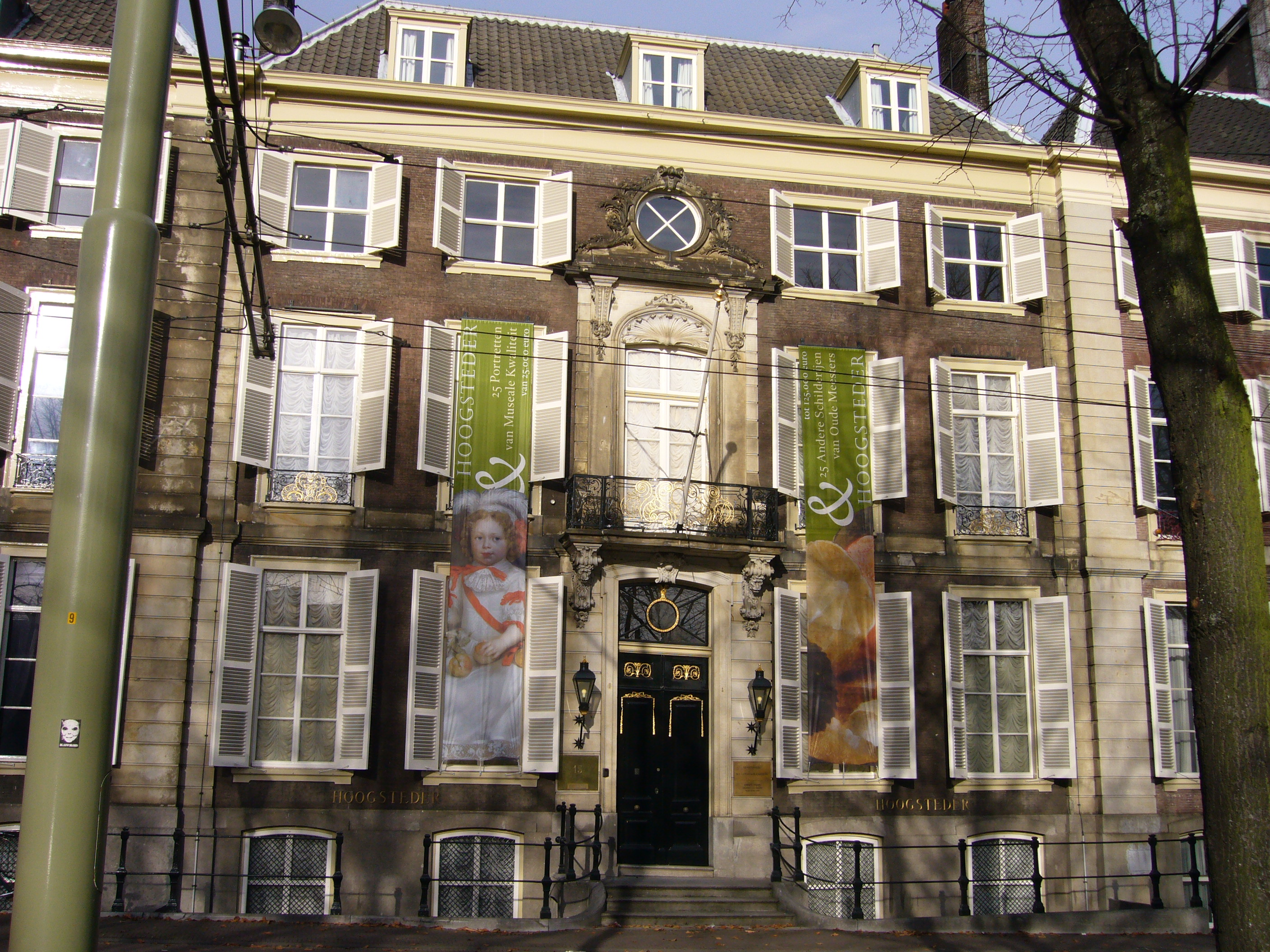
Hoogsteder & Hoogsteder aan de Lange Vijverberg 15 in Den Haag

Hoogsteder & Hoogsteder is een kunsthandel gevestigd in Den Haag aan de Lange Vijverberg. Het bedrijf is gespecialiseerd in Hollandse en Vlaamse meesters uit de 16e, 17e en 18e eeuw.

## Geschiedenis
In 1961 werd kunsthandel Hoogsteder opgezet door John Hoogsteder (Den Haag, 1931-2022). Hij werd bij het grote publiek bekend omdat hij meewerkte aan het televisieprogramma Tussen kunst en kitsch als specialist in schilderkunst van voor 1800. Hij werd in 2013 benoemd tot Officier in de Orde van Oranje-Nassau. Ook werd hem in dat jaar de Stadspenning Den Haag uitgereikt. Hoogsteder overleed op 8 oktober 2022.
Zijn zoon Willem Jan Hoogsteder (1959) voegde zich in 1991 bij het bedrijf van zijn vader, dat sindsdien Hoogsteder & Hoogsteder heet. Hij studeerde kunstgeschiedenis in Utrecht en aan het Courtauld Institute of Art in Londen. Ook hij treedt als expert op in Tussen kunst en kitsch. Hij is tevens initiatiefnemer van het herontwerp voor de weginrichting van de Lange Vijverberg. Deze werd in 2017 voltooid.
De Hoogsteders vestigden hun onderneming in 1991 aan de Lange Vijverberg nadat het Nederlands Kostuummuseum het huis verlaten had. Het gebouw is een monumentale woning die rond 1755 gebouwd is naar ontwerp van Pieter de Swart.

## Publicaties
In de jaren 1985-1991 gaf Hoogsteder 14 maal het tijdschrift The Hoogsteder Mercury uit, over Hollandse en Vlaamse schilders uit de 17de en 18de eeuw. Daarna gaven zij een catalogus uit bij tentoonstellingen:
- 1991: Dutch Landscapes
- 1992: Rembrandt's Academy, ter gelegenheid van het Rembrandt Jaar.
- 1994: Music and Painting in the Golden Age
- 1998: Haagse schilders in de Gouden Eeuw, ter gelegenheid van het 750-jarig bestaan van Den Haag